# 大谷美紀子
大谷 美紀子（おおたに みきこ、1964年11月18日 - ）は、大阪府出身の弁護士。

## 略歴
大阪府出身。1987年に上智大学法学部国際関係法学科卒業と同時に司法試験合格。1990年に42期で弁護士登録。その後、1999年コロンビア大学国際公共政策大学院修士課程修了（人権人道問題専攻）、2003年東京大学大学院法学政治学研究科修士課程専修コース修了（公法専攻）、2012年青山学院大学大学院法学研究科博士後期課程満期退学。2020年博士（法学）（青山学院大学）。
2003年から東京家庭裁判所調停委員。2009年より、虎ノ門法律経済事務所パートナー。2017年から日本人初の国連子どもの権利条約委員を務め、2021年からは同委員長。
創価大学法科大学院、大宮問題委員会委員、同連合会国際室室長、国際人権法学会理事、日本女性法律家協会前副会長、国連フォーラム幹事。国際法学会および日本国際連合学会の会員である。

### 人物
国連職員として国際貢献することが夢で、大学では国際政治を学んだ。講演を通じた人権教育がライフワーク。国連の委員は196の国・地域の投票で決まるが、改選の9人中トップ当選。国際結婚が破綻した夫婦間の問題では第一人者。

## 活動
選択的夫婦別姓への活動
選択的夫婦別姓制度導入に賛同し、別姓訴訟の弁護団にも属する。「女性差別撤廃委員会から出された差別的立法改正の勧告を実現するのは、日本政府はもちろん、国会、裁判所、そして私たちNGOや有権者1人1人の責任」と述べている。

## 著書
- 『コロンビア大学院で考えた世界と日本』（はる書房、2001年）
- 『自由と正義』（日本弁護士連合会、2001年）
- 『アジア・太平洋人権レビュー2006　人身売買の撤廃と被害者支援に向けた取組み』（現代人文社、2006年）
- 『講座国際人権法』（信山社、2006年）

### 寄稿・収録
- 「子どもの権利」 - 『伝え合う言葉 中学国語1』教育出版 2021年1月